# Peter Weiss (polityk)
Peter Weiss (ur. 7 lipca 1952 w Bratysławie) – słowacki polityk i dyplomata, były przewodniczący Partii Demokratycznej Lewicy, poseł do Rady Narodowej, ambasador Słowacji na Węgrzech i w Czechach.

## Życiorys
Ukończył studia z dziedziny filozofii na Uniwersytecie Komeńskiego w Bratysławie. W latach 1975–1989 zatrudniony jako pracownik naukowy w instytucie marksizmu-leninizmu KC Komunistycznej Partii Słowacji (KSS). W 1989 stanął na czele odnowionej KSS, która wkrótce przekształciła się w Partię Demokratycznej Lewicy (SDĽ), której został przewodniczącym (1990–1996). W latach 1992–1994 sprawował funkcję wicemarszałka Rady Narodowej z ramienia SDĽ, a w okresie 1998–2002 był przewodniczącym Komisji Spraw Zagranicznych Rady Narodowej. Pracował jako wykładowca na Wydziale Stosunków Międzynarodowych Uniwersytetu Ekonomicznego w Bratysławie (1997–2006). Od 2002 był wiceprezesem Słowackiego Towarzystwa Polityki Zagranicznej.
Po przegranych wyborach 2002 odszedł z partii, współtworząc Socjaldemokratyczną Alternatywę, która połączyła się później ze SMER-em. W 2009 został mianowany ambasadorem Słowacji na Węgrzech. Pełnił tę funkcję do 2013, po czym objął tożsame stanowisko w Czechach, które zajmował do 2020.

## Życie prywatne
Dwukrotnie żonaty, ma dwoje dzieci.

## Odznaczenia
W 2020 został odznaczony czeskim Medalem Za Zasługi I stopnia.